# Echiniscus tympanista
Echiniscus tympanista är en djurart som tillhör fylumet trögkrypare, och som beskrevs av Murray 1911. Echiniscus tympanista ingår i släktet Echiniscus och familjen Echiniscidae. Inga underarter finns listade i Catalogue of Life.